# 우참찬
우참찬(右參贊)은 조선시대 의정부에 소속된 정2품 정헌대부 또는 자헌대부로 정원은 1명이다.
좌참찬(左參贊)과 함께 이공(貳公)이라고도 한다. 좌찬성·우찬성·좌참찬과 함께 영의정·좌의정·우의정 등 3의정(三議政)을 보좌하고 국정에 참여하였다.
1392년(태조 1년) 관제제정 때 문하부 종1품으로 찬성사(贊成事) 2명을 두었다. 1400년(정종 2년) 4월 고려 충렬왕 이래의 도평의사사를 없애고 의정부를 새로 설치하였는데, 1414년(태종 14년) 4월 육조직계제의 실시로 의정부 기능의 축소와 함께 문하부찬성사를 동판의정부사(同判議政府事)로 고쳐 2명을 두었다.
같은 해 6월 이를 좌참찬·우참찬으로 구분·개칭하였으나. 1415년 1월 좌참찬을 찬성(贊成)으로, 우참찬을 참찬(參贊)으로 개편했다. 1437년(세종 19년) 10월 의정부서사제 부활로 의정부 기능의 강화와 더불어 참찬을 1명 늘려 좌참찬·우참찬으로 나누어 설치했다. 1895년(고종 32년) 의정부제가 내각제로 개편되면서 폐지되었다.